# Sibaropsis hammittii
Sibaropsis hammittii är en korsblommig växtart som beskrevs av S. Boyd och T.S. Ross. Sibaropsis hammittii ingår i släktet Sibaropsis och familjen korsblommiga växter. Inga underarter finns listade i Catalogue of Life.